# Their Friend, the Burglar
Their Friend, the Burglar è un cortometraggio muto del 1915 diretto da Al E. Christie (Al Christie).

## Produzione
Il film fu prodotto dalla Nestor Film Company.

## Distribuzione
Distribuito dall'Universal Film Manufacturing Company, il film - un cortometraggio a una bobina - uscì nelle sale cinematografiche USA l'8 giugno 1915.